# Cornet nasal inférieur

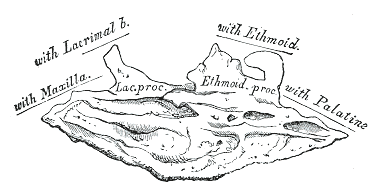
Schéma du cornet nasal inférieur droit, face médiale.

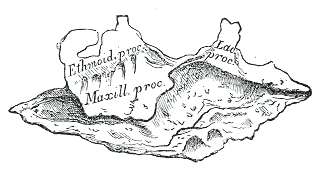
Schéma du cornet nasal inférieur droit, face latérale.

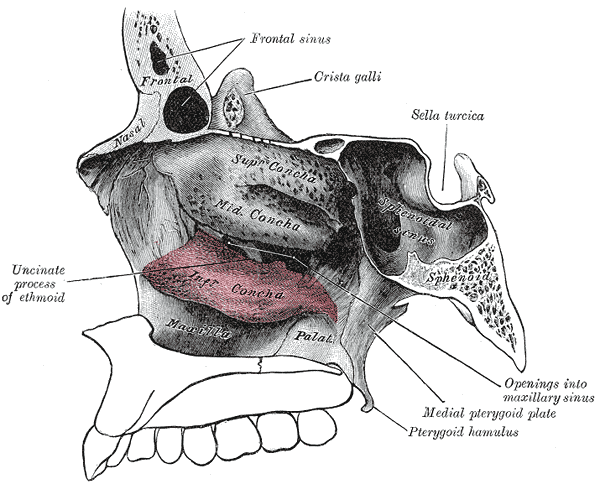
Schéma de la paroi latérale de la cavité nasale droite. Le cornet nasal inférieur est coloré en rose.

Le cornet nasal inférieur (ou cornet inférieur ou os turbinatum) est un os pair de la face situé à la partie inférieure des fosses nasales. Il forme le méat nasal inférieur.

## Description
Le cornet nasal inférieur est une lamelle osseuse enroulée sur elle-même verticalement et allongée d'avant en arrière.
Il présente 2 faces, un bord supérieur et un bord inférieur.

### Face médiale
La face médiale est convexe et fait face à la cloison des fosses nasales. Elle est marquée par de nombreux sillons correspondant aux vaisseaux sanguins.

### Face latérale
La face latérale est concave. C'est la limite du méat nasal inférieur.

### Bord supérieur
Le bord supérieur est mince et irrégulier.
Dans son quart antérieur, il s'articule avec la crête conchale du maxillaire.
La portion moyenne croise le hiatus maxillaire et présente trois processus :
- le processus lacrymal du cornet nasal inférieur (ou apophyse lacrymale ou apophyse nasale ou apophyse unguéale du cornet nasal inférieur) qui s'articule avec le bord inférieur de l'os lacrymal ; par ses bords antérieur et postérieur il contribue à former le canal lacrymo-nasal.
- le processus maxillaire du cornet nasal inférieur qui se recourbe en dehors et en bas du hiatus maxillaire qu'il obture en partie ; son bord postérieur s'articule avec le processus maxillaire de l'os palatin ;
- le processus ethmoïdal du cornet nasal inférieur qui s'articule avec le processus unciforme de l'os ethmoïde.

Dans son quart postérieur, il s'articule avec la crête conchale de l'os palatin.

### Bord inférieur
Le bord inférieur est libre.

## Rapport
Le cornet nasal inférieur est entièrement recouvert par la muqueuse nasale et les vaisseaux et nerfs de celle-ci.

## Embryologie
Le cornet nasal inférieur est d'origine membraneuse avec un seul point d'ossification qui apparaît entre le 3ème et le 5ème mois de vie intra-utérine.